# Jaarboek KennisSamenleving
Het Jaarboek KennisSamenleving was een academisch periodiek dat reflectie wilde bieden op ontwikkelingen en standpunten binnen wetenschap en technologie, kennis en samenleving. Op deze manier wilde het debatten aanwakkeren tussen burgers, beleidsmakers en wetenschappers over de rol van wetenschap en technologie.

## Ontstaan en voorlopers
Het Jaarboek verscheen voor het eerst in 2005 en komt voort uit het Tijdschrift voor Wetenschap, Technologie en Samenleving dat in 2002 voor het laatst uitkwam en werd uitgegeven door de Vereniging voor Wetenschap & Samenleving. Dit tijdschrift gaat terug tot 1949 toen het blad de naam Wetenschap & Samenleving droeg en werd uitgegeven door het Verbond van Wetenschappelijke Onderzoekers. Het blad plaatste kritische kanttekeningen bij ontwikkelingen als kernenergie, milieuvervuiling, schending van privacy, de newagebeweging en genetische manipulatie met dieren en mensen.

## Opzet en doelgroep
Het Jaarboek KennisSamenleving besteedde in de vorm van themanummers aandacht aan de invloed van kennis op beleid, de manier waarop kennis wordt verbeeld en aan de rol van het onderwijs in de kennissamenleving. Het Jaarboek richtte zich op wetenschappers uit alle vakgebieden, beleidsmakers en kenniswerkers in het bedrijfsleven en betrok ook bijdragen uit deze groepen.

## Verschenen themanummers
- Kennisklimaat: (on)macht van de wetenschap in het klimaatdebat (2011)
- Inzicht en toezicht (2010)
- Gevoel voor kennis (2009)
- Burger in uitvoering (2008)
- Onderwijs in de kennissamenleving (2007)
- Verbeelding van kennis (2006)
- Kennis-vragen in de polder (2005)

Het blad werd oorspronkelijk uitgegeven door Aksant, dat per 1 juli 2010 opging in de Amsterdam University Press.